# Draft NFL 1997
Il draft NFL 1997 si è tenuto dal 19 al 20 aprile 1997.
L'ordine del draft è costituito in questo modo: per le prime venti squadre che non si sono qualificate per i play-off viene invertito l'ordine della stagione regolare 1996, quindi dalla squadra che ha ottenuto meno vittorie a quella con più vittorie, poi a seguire si aggiungono le squadre in base al turno in cui sono state eliminate ai playoff, fino ad arrivare alle ultime due scelte (30ª e 31ª) che sono assegnate rispettivamente alla perdente e alla vincente del Super Bowl XXXI.
In caso di parità di vittorie si tenne conto come prima cosa la difficoltà del calendario che le squadre con lo stesso numero di vittorie hanno dovuto affrontare. In caso di ulteriore parità si considerò il numero delle vittorie raggiunte all'interno della propria division o conference. Se la parità avesse continuato a persistere, la decisione sarebbe stata presa con il lancio della monetina.

## Primo giro
|  | = Pro Bowler |  |  | = Hall of Famer |

| Scelta # | Squadra                                                                     | Giocatore         | Ruolo             | College       |
| -------- | --------------------------------------------------------------------------- | ----------------- | ----------------- | ------------- |
| 1        | St. Louis Rams (Dai N.Y. Jets)                                              | Orlando Pace      | Offensive tackle  | Ohio State    |
| 2        | Oakland Raiders                                                             | Darrell Russell   | Defensive tackle  | USC           |
| 3        | Seattle Seahawks (Da Atlanta per le scelte del 1°, 2°, 3° 4º giro del 1997) | Shawn Springs     | Defensive back    | Ohio State    |
| 4        | Baltimore Ravens                                                            | Peter Boulware    | Linebacker        | Florida State |
| 5        | Detroit Lions                                                               | Bryant Westbrook  | Defensive back    | Texas         |
| 6        | Seattle Seahawks (Da St. Louis via N.Y. Jets e Tampa Bay)                   | Walter Jones      | Offensive tackle  | Florida State |
| 7        | New York Giants                                                             | Ike Hilliard      | Wide receiver     | Florida       |
| 8        | New York Jets(Da Tampa Bay)                                                 | James Farrior     | Linebacker        | Virginia      |
| 9        | Arizona Cardinals                                                           | Tommy Knight      | Defensive back    | Iowa          |
| 10       | New Orleans Saints                                                          | Chris Naeole      | Guard             | Colorado      |
| 11       | Atlanta Falcons                                                             | Michael Booker    | Defensive back    | Nebraska      |
| 12       | Tampa Bay Buccaneers                                                        | Warrick Dunn      | Running back      | Florida State |
| 13       | Kansas City Chiefs                                                          | Tony Gonzalez     | Tight end         | California    |
| 14       | Cincinnati Bengals                                                          | Reinard Wilson    | Linebacker        | Florida State |
| 15       | Miami Dolphins                                                              | Yatil Green       | Wide receiver     | Miami         |
| 16       | Tampa Bay Buccaneers                                                        | Reidel Anthony    | Wide receiver     | Florida       |
| 17       | Washington Redskins                                                         | Kenard Lang       | Defensive end     | Miami         |
| 18       | Tennessee Oilers                                                            | Kenny Holmes      | Defensive end     | Miami         |
| 19       | Indianapolis Colts                                                          | Tarik Glenn       | Offensive tackle  | California    |
| 20       | Minnesota Vikings                                                           | Dwayne Rudd       | Linebacker        | Alabama       |
| 21       | Jacksonville Jaguars                                                        | Renaldo Wynn      | Defensive tackle  | Notre Dame    |
| 22       | Dallas Cowboys                                                              | David LaFleur     | Tight end         | LSU           |
| 23       | Buffalo Bills                                                               | Antowain Smith    | Running back      | Houston       |
| 24       | Pittsburgh Steelers                                                         | Chad Scott        | Defensive back    | Maryland      |
| 25       | Philadelphia Eagles                                                         | Jon Harris        | Defensive end     | Virginia      |
| 26       | San Francisco 49ers                                                         | Jim Druckenmiller | Quarterback       | Virginia Tech |
| 27       | Carolina Panthers                                                           | Rae Carruth       | Wide receiver     | Colorado      |
| 28       | Denver Broncos                                                              | Trevor Pryce      | Defensive lineman | Clemson       |
| 29       | New England Patriots                                                        | Chris Canty       | Defensive back    | Kansas State  |
| 30       | Green Bay Packers                                                           | Ross Verba        | Offensive tackle  | Iowa          |